# 克洛伊·雅凯
克洛伊·雅凯（法語：Chloé Jacquet，2002年4月17日—），法国女子橄榄球运动员。她曾代表法国七人制国家队参加2020年和2024年夏季奥林匹克运动会七人制橄榄球比赛，获得一枚银牌。